# Danh sách câu lạc bộ bóng đá ở Ethiopia
Đây là danh sách các câu lạc bộ bóng đá ở Ethiopia.
Về danh sách đầy đủ, xem Thể loại:Câu lạc bộ bóng đá Ethiopia

## A
- Adama City FC
- Ambericho FC
- Awassa City FC

## B
- Banks SC

## D
- Dashen Beer
- Defence
- Dire Dawa City
- Dedebit F.C

## E
- EEPCO
- Ethiopian Coffee
- Ethiopian Insurance

## H
- Harrar Beer Bottling F.C.

## M
- Metehara Sugar
- Muger Cement
- Mekelle ketema FC

## N
- Nyala SC

## S
- Saint-George SA
- Sebeta City
- Shashemene City
- Sidama Coffee
- Southern Police

## T
- Trans Ethiopia
- Tikur Abay Transport

## W
- Wonji Sugar